# Al Hamriya Sports Club Stadium
Al Hamriya Sports Club Stadium – wielofunkcyjny stadion w Al Hamriyah, w emiracie Szardża, w Zjednoczonych Emiratach Arabskich. Obiekt może pomieścić 5000 widzów. Swoje spotkania rozgrywają na nim piłkarze Al Hamriyah Club.
Na stadionie odbywały się spotkania towarzyskie piłkarskich reprezentacji narodowych, 22 grudnia 2014 roku Irak zremisował z Kuwejtem 1:1, a 23 lutego 2020 roku Uzbekistan przegrał z Białorusią 0:1.